# ديريك هيل
ديريك هيل (بالإنجليزية: Derek Hill)‏ هو سائق سباق أمريكي، ولد في 28 مارس 1975 في سانتا مونيكا في الولايات المتحدة.

## روابط خارجية
- ديريك هيل على موقع DriverDB.com (الإنجليزية)